# حوت العنبر القزمي
حوت العنبر القزمي هو نوع من الحيتان المسننة ينتمي إلى فصيلة حيتان العنبر القزمة. من النادر أن تشاهد هذه الحيتان في البحر، وأغلب المعلومات المعروفة عنها مستمدُّة من جيفها التي عثر عليها الباحثون. تعيش في معظم البحار المداريه والمعتدلة والمفتوحة، وهي تطقن الكثير من أنحاء المحيط الهادئ والأطلسي والهندي. وهي تعد من الحيتان صغيرة الحجم، حيث يقارب حجمها أحجام بعض الدلافين، ويبلغ طوله بالمتوسط 3.5 أمتار ووزنه 400 كيلوغرام.

## التصنيف
ثمة جدل في المجتمع العلمي حول التصنيف المناسب لحوت العنبر القزمي وقريبه القزم (يمكنك الاطلاع على مقالة فصيلة حيتان العنبر للمزيد من التفاصيل). كان يعد حوتا العنبر القزم والقزمي نوعاً واحداً حتى عام 1966، عندما خلصت دراسة قام بها عالم من مؤسسة سميثسونيان إلى أنَّهما نوعان منفصلان تماماً. كان أول من أعطى حوت العنبر القزمي اسمه العلمي الأحيائي هنري ماري دوكروتي دي بلينفيل عام 1838.

## الوصف
حوت العنبر القزمي ليس أكبر حجماً بكثيرٍ من العديد من أنواع الدلافين، إذ يبلغ طوله 1.2م عند الولادة، ويصل إلى 3.5م بعد البلوغ، فيما يزن 400 كلغم. الجانب السفلي من جسده دهني، ويكون لونه عادة زهرياً، بينما الظهر رمادي مزرق، إلا أنَّ هناك تداخلاً كبيراً بين اللونين. يشبه رأسه رأس القروش، وهو كبير الحجم نسبةً إلى الجسم، ليعطيه مظهراً منتفخاً بعض الشيء من المنظور الجانبي. كما ثمَّة علامات مُبيضَّة خلف عينيه.
فتحة النفث عند حوت العنبر القزمي مُزَاحةٌ قليلاً باتجاه اليسار (كما ترى من الأعلى)، وتميل كذلك إلى الأمام. أما زعنفته الظهرية فهي صغيرة جداً ومعقوفة الشكل، وحجمها أصغر بصورة كبيرة من زعنفة قريبه حوت العنبر القزم الظهرية، وقد تكون وظيفتها تمييز أفراد الحيتان عن بعضهم بعضاً. فك حوت العنبر القزمي السفلي صغير الحجم للغاية وبعيدٌ عن فكه العلوي، ولديه 20 إلى 30 سناً كلُّها في الفك السفلي، وأسنان الحيتان البالغة منه غير مُغطَّاة بالمينا بسبب تحوُّلٍ يحصل في مورثاتها، إلا أن المينا موجودة في أسنان الصغار.

## التشريح

تشريح رأس حوت العنبر القزمي: تظهر الجمجمة باللون الرمادي، وفوقها العنبرية (الأصفر) ثم البطيخة (البرتقالي).

مثل قريبه العملاقة حوت العنبر، فإنَّ لدى حوت العنبر القزمي عضو عنبرية في جبهته، ولديه كذلك جيب في معاه يحتوي سائلاً أحمراً قاتماً، حيث قد يقذف هذا السائل عندما يُصَاب بالخوف، ولعله تكتيكٌ لتشتيت انتباه المفترسين وإبعادهم.
لدى حوت العنبر القزمي 50 إلى 55 فقرة، و12 إلى 14 زوجاً من الأضلاع، ولا تكون الأضلاع دوماً متناظرة، والأضلاع الأخيرة ليست متصلة مع العمود الفقري. لدى كل زعنفةٍ من زعنفتي الحوت الجانبيَّتين سبع رُسُغ، وكذلك عددٌ من السلاميات في أصابعه، يتراوح من اثنين في الإبهام إلى عشرةٍ في السبابة. لا يمتلك الحوت عظم وركٍ حقيقي، بل لديه عوضاً عن ذلك غشاءٌ من الأنسجة الكثيفة المترابطة، أما عظمه اللامي فهو كبيرٌ بدرجةٍ غير معتادة، وقد يكون له دورٌ في تغذي الحوت.
تمتلك هذه الحيتان بطيخة ذات نواةٍ داخلية كثيفة تتألف بالدرجة الأولى من إسترات الشمع، تغطيها قشرة أكثر ميوعة تحتوي الجليسريد الثلاثي، وتقع خلف عضو العنبرية مباشرة. وكلا عضو العنبرية والبطيخة مغطيان بطبقةٍ قوية من الألياف. ويصدر الحوت الأصوات عبر تحريك الهواء في تجويف منخره الأيمن، وفيه قصبة هوائية ثخينة تعمل مثل الحبال الصوتية عند البشر، ويعتقد أن البطيخة والعنبرية يعملان على تركيز الموجات الصوتية.
تتألف معدة حوت العنبر القزمي من ثلاث حجرات. تقع أولاها في مقدمة المعدة، وهي لا تضم أي غدد، وتنتفح مباشرة على الحجرة الثانية الادخارية، التي تحيطها غدد هضمية. ويصل أنبوب رفيع بين الحجرتين الثانية والثالثة، والحجرة الأخيرة مزودة بعددٍ من الغدد، وهي تتصل بالاثنا عشري. ويتخمَّر الطعام بعد ذلك في الأمعاء الدقيقة.

## السلوك والتكاثر
رغم أنه لا توجد الكثير من المعلومات الثابتة المعروفة عن أسلوب تكاثر حيتان العنبر القزمية، فيعتقد أنها تتزاوج بين شهري أبريل وسبتمبر، وفي نصف الكرة الأرضية الجنوبي. يستمر الحمل لأحد عشر شهراً، وعلى عكس معظم الحيتان الأخرى فإنَّ رأس الصغير هو الذي يخرج أولاً من الأم أثناء الولادة، ويبلغ طول الصغير عند ولادته 1.2م، ويفطم بعد عامٍ واحد.
تميل هذه الحيتان إلى أن تكون حيواناتٍ انعزالية، وإن وجدت معاً فإنها تكون في أزواج. يُقدَّر بأن مدة غوصها قبل حاجتها إلى أخذ نفسٍ جديدٍ من الهواء تبلغ 11 دقيقة، مع أن بعض الحالات الموثقة دام الغوض فيها لـ45 دقيقة. الأصوات التي تصدرها ذات أمواج فوق صوتية، يتراوح تردُّدها من 60 إلى 200 كيلوهرتز، وتصل ذروتها عند 125 كيلوهرتز، وقد تصدر كذلك «بكاءً» بتردِّد أقل بكثيرٍ، يتراوح من كيلوهرتز إلى كيلوهرتزين اثنين.
تظهر دراسات وفحوصات باطن مِعَى حيتان العنبر القزمية أن غذائها الرئيسي هو الرأسقدميات، وعادة ما تكون بينها أنواع ضيائية حيوية. أهم طرائد الحيتان هي حبَّارات الزُّجاج والحبَّارات الطَّائرة وحبَّارات الليسوتيثيات، كما تتغذى على أنواعٍ أخرى من الحبارات والأخطبوطات. وقد تتغذى أحياناً على الروبيان الذي يعيش في المياه العميقة، لكنها لا تأكل الأسماك إلا نادراً.
قد يكون من ضمن اللواحم التي تفترس هذه الحيتان وتتغذى عليها القرش الأبيض الكبير والحوت القاتل.

## الانتشار الجغرافي

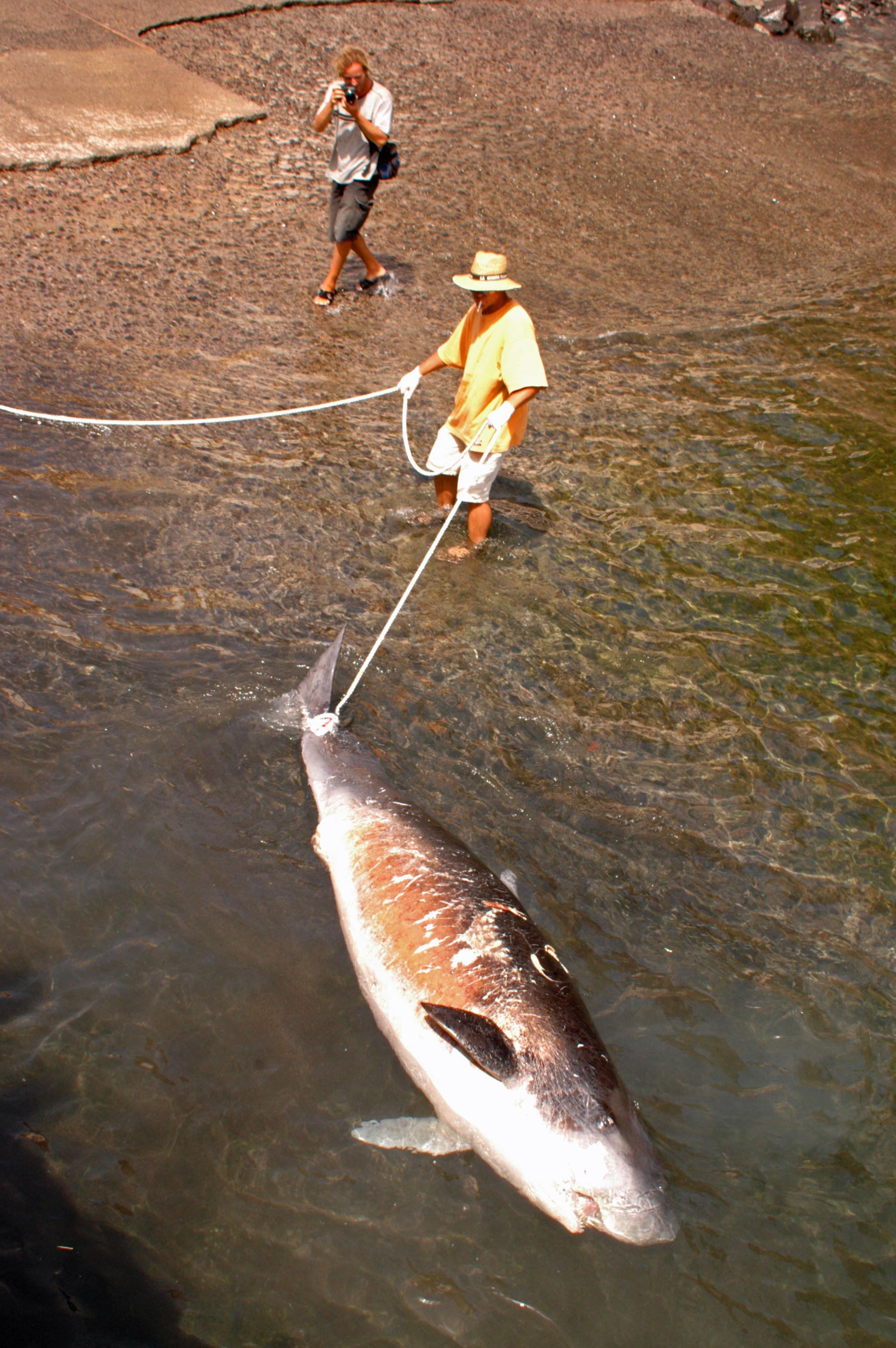
صيد حوت عنبر قزمي في جزيرة لي غوميرا غرب جزر الكناري.

تقطن حيتان العنبر القزمية مختلف أنحاء المياه المدارية والمعتدلة في المحيط الهادئ والمحيطين الأطلسي والهندي. رغم ذلك، فإنَّه من النادر للغاية مشاهدتها في البحر، ولذا فإن أغلب المعلومات المعروفة عنها تأتي من جثثها التي يعثر عليها نافقةً على الشوطئ، وذلك ما يجعل التعرُّف على مناطق عيشها وطرق هجرتها أمراً صعباً. يُعتَقد أنها تفضل المياه البعيدة عن السواحل، ويتراوح عمق المياه التي تقطنها غالباً من 400 إلى 1,000 متر، خصوصاً حيث توجد التيارات التي تجلب العوالق الحيوانية والطرائد الأكبر حجماً.
عثر على أحافير لهذه الحيتان من عصر الميوسين في رسوبيات بإيطاليا واليابان وجنوب أفريقيا.

## العلاقة مع البشر
لم يُصطَد هذا النوع يوماً بأعدادٍ كبيرة في أي منطقةٍ من العالم. رغم ذلك، فقد اصطاده محوِّتوا إندونيسيا واليابان وجزر الأنتيل الصغرى. وقد وُثِّقت حالات قتلت فيها حيتان نتيجة علقها بشباك صيد السَّمك المهملة، بل وقد عثر على حقائب بلاستيكية في معى بعض الحيتان النافقة على الشواطئ، ومن غير المعروف ما إذا كانت مثل هذه الأشياء ذات ضررٍ طويل الأمد على الحيتان.
لا يمكن لهذه الحيوانات العيش جيداً في الأسر، فأطول مدة عاشها حوتٌ منها في الأسر تبلغ 21 شهراً فقط، وغالباً ما تموت خلال شهر واحد فحسب، وأسباب الموت هي غالباً التجفاف أو مشاكل التغذية.

## الحماية
حوت العنبر القزمي مُتضمَّن في اتفاقية حماية الحيتانيات الصغيرة ببحر البلطيق وشمال شرق الأطلسي والبحر الأيرلندي وبحر الشمال (بالإنجليزية: ASCOBANS)‏، واتفاقية حماية الحيتانيات في البحر الأسود والمتوسط والجوار الأطلسي (بالإنجليزية: ACCOBAMS)‏، وهو محميٌّ كذلك بموجب مذكرة تفاهمٍ لحماية خروف البحر والحيتانيات الصغيرة في غرب أفريقيا وماكارونيزيا، ومذكرة تفاهمٍ لحماية الحيتانيات وموطنها الطبيعي في منطقة جزر المحيط الهادئ.